# 郑维诚
鄭維誠（1508年—？），字伯明，号少潭，直隸祁門縣奇岭人。明朝政治人物。

## 生平
生于明朝正德三年（1508年）八月十五。嘉靖十三年（1534年）應天鄉試解元，二十年（1541年）举进士，授金华府推官，嘉靖二十六年（1547年）召补南京礼科给事中。因劾宰相专权，出知长沙府，寻升陕西督学，改广东海道按察司副使。以拒附严嵩，被中伤罢官返里，建今吾园（少潭讲院），悉心讲学。卒年不详。

## 遺跡
少潭讲院今已废，时知县吴嘉善有诗咏其园“半山秋色杂烟芜，水阁灯青入夜孤。鱼跃方塘惊短梦，月留园影挂高梧。一天暮霭横奇岭，十里溪声下倒湖。寂寂亭台疏树静，五更风冷听鸦雏。”
縣城曾有解元坊，為當地解元葉琦、鄭維誠、王諷所立。

## 家族
曾祖鄭仕豪。祖父鄭良楷。父鄭岳。母汪氏，继母汪氏。具慶下。弟維藩、維調。